# Calimera
Calimera (Καλημέρα, Kalimèra en griko) est une commune de la province de Lecce, dans les Pouilles, en Italie.

## Toponymie
Calimera fait partie de la communauté gricanophone.
Le nom de la commune dériverait du grec Καλημέρα (Kalimera) qui signifie bonjour.

## Géographie
Calimera est le deuxième centre le plus peuplé de la Grèce Salentine.

## Histoire
Les origines de Calimera ne sont pas à ce jour clairement établies. Elle est située sur l’ancienne via Traiana Calabra qui reliait Otranto à Lecce et Brindisi.
Le caractère hellénistique de la commune laisse à penser les historiens que les origines de la commune sont liées à la colonisation byzantine.
Par la suite, Calimera fut un fief pauvre connu pour la production de charbon.
Aujourd'hui, la commune est notamment connue pour son activité dans le secteur des services et sa vie culturelle.

## Administration
| Période                                  | Période       | Identité          | Étiquette | Qualité |
| ---------------------------------------- | ------------- | ----------------- | --------- | ------- |
| 5 avril 2005                             | 30 mars 2010  | Giuseppe Rosato   |           | Maire   |
| 30 mars 2010                             | 1er juin 2015 | Giuseppe Rosato   |           | Maire   |
| 1er juin 2015                            | en cours      | Francesca De Vito |           | Maire   |
| Les données manquantes sont à compléter. |               |                   |           |         |

### Communes limitrophes
Caprarica di Lecce, Carpignano Salentino, Castri di Lecce, Martano, Martignano, Melendugno, Vernole, Zollino.

### Évolution démographique
Habitants recensés

## Jumelages
- Lefkimi (Grèce).

## Culture locale et patrimoine

### Édifices religieux

#### Chiesetta sotterranea di San Biagio
Cette ancienne église comprend une crypte funéraire, découverte en 2005, dans laquelle étaient placés les corps des abbés du monastère de Santa Caterina Novella.

### Édifices civils

#### Casamuseo della Civiltà Contadina
Ce musée, situé dans une ancienne maison salentine, a pour thème la culture locale, en particulier la culture grika.

#### Museo di Storia Naturale del Salento
Le musée d'histoire naturelle du Salento est le plus grand musée du Sud de l'Italie. Il comprend différentes zones d’exposition, un vivarium et un parc animalier.
Il abrite également les locaux de l’Observatoire de la faune de la province de Lecce.